# Катастрофа Boeing 737 под Амстердамом
Катастрофа Boeing 737 под Амстердамом (также известная как Польдербаанская катастрофа) — авиационная катастрофа, произошедшая 25 февраля 2009 года. Авиалайнер Boeing 737-8F2 авиакомпании Turkish Airlines выполнял плановый рейс TK 1951 по маршруту Стамбул—Амстердам, но при заходе на посадку внезапно потерял высоту и пластом рухнул на землю в 1,5 километрах от аэропорта Схипхол. Из находившихся на его борту 135 человек (128 пассажиров и 7 членов экипажа), погибли 9, ещё 86 получили ранения различной степени тяжести.

## Самолёт
Boeing 737-8F2 (регистрационный номер TC-JGE, заводской 29789, серийный 1065) был выпущен в 2002 году (первый полёт совершил 24 января). 27 марта того же года был передан авиакомпании Turkish Airlines, в которой получил имя Tekirdağ. Оснащён двумя двухконтурными турбовентиляторными двигателями CFM International CFM56-7B26.

## Экипаж и пассажиры
Самолётом управлял опытный экипаж, состав которого был таким:
- Командир воздушного судна (КВС) — 54-летний Хасан Тахсин Арысан (тур. Hasan Tahsin Arısan). Очень опытный пилот, проходил службу в ВВС Турции, проработал в авиакомпании Turkish Airlines 12 лет и 8 месяцев (с 11 июня 1996 года). В должности командира Boeing 737-800 — с 14 апреля 2005 года. Налетал свыше 17 000 часов, 10 885 из них на Boeing 737-800 (3058 из них в должности КВС).
- Второй пилот — 28-летний Олджай Озгюр (тур. Olcay Özgür). Опытный пилот, проработал в авиакомпании Turkish Airlines 2 года и 8 месяцев (с 27 июня 2006 года). В должности второго пилота Boeing 737-800 — с 24 сентября 2006 года. Налетал 2126 часов, свыше 720 из них на Boeing 737-800.
- Второй пилот-стажёр — 42-летний Мурат Сезер (тур. Murat Sezer). Опытный пилот, проработал в авиакомпании Turkish Airlines 8 месяцев (с 12 июня 2008 года). В должности второго пилота Boeing 737-800 — с 19 декабря 2008 года. Налетал 4146 часов, 44 из них на Boeing 737-800.

В салоне самолёта работали четверо бортпроводников:
- Фиген Эрен (тур. Figen Eren),
- Перихан Озден (тур. Perihan Özden),
- Улви Мурат Эскин (тур. Ulvi Murat Eskin),
- Ясемин Вурал (тур. Yasemin Vural).

| Гражданство          | Пассажиры | Экипаж | Всего |
| -------------------- | --------- | ------ | ----- |
| Нидерланды           | 53        | 0      | 53    |
| Турция               | 51        | 7      | 58    |
| США                  | 7         | 0      | 7     |
| Великобритания       | 3         | 0      | 3     |
| Германия             | 1         | 0      | 1     |
| Болгария             | 1         | 0      | 1     |
| Италия               | 1         | 0      | 1     |
| Китайская Республика | 1         | 0      | 1     |
| Не указано           | 10        | 0      | 10    |
| Всего                | 128       | 7      | 135   |

Всего на борту самолёта находились 135 человек — 7 членов экипажа и 128 пассажиров.

## Катастрофа

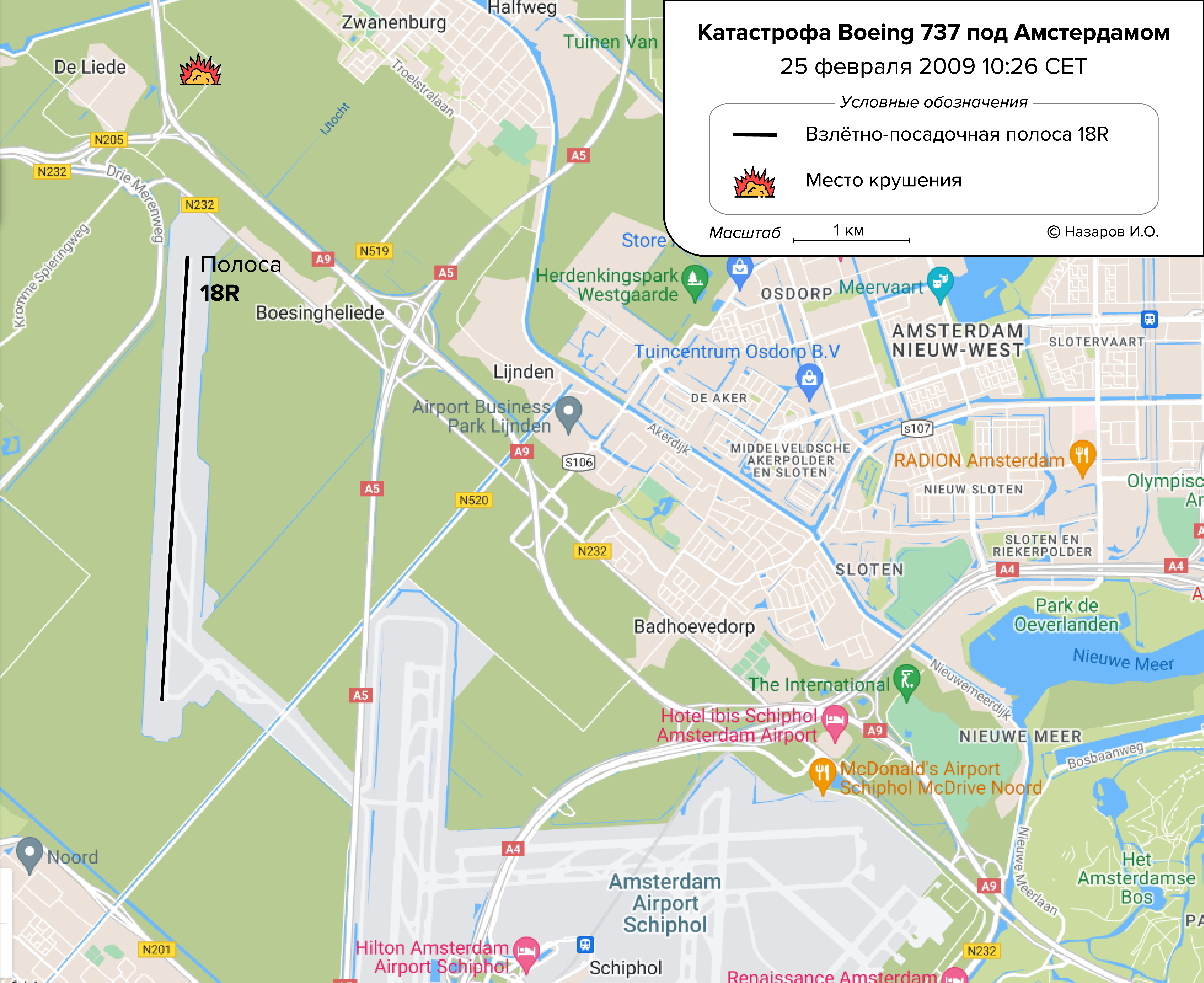
Карта места крушения рейса 1951

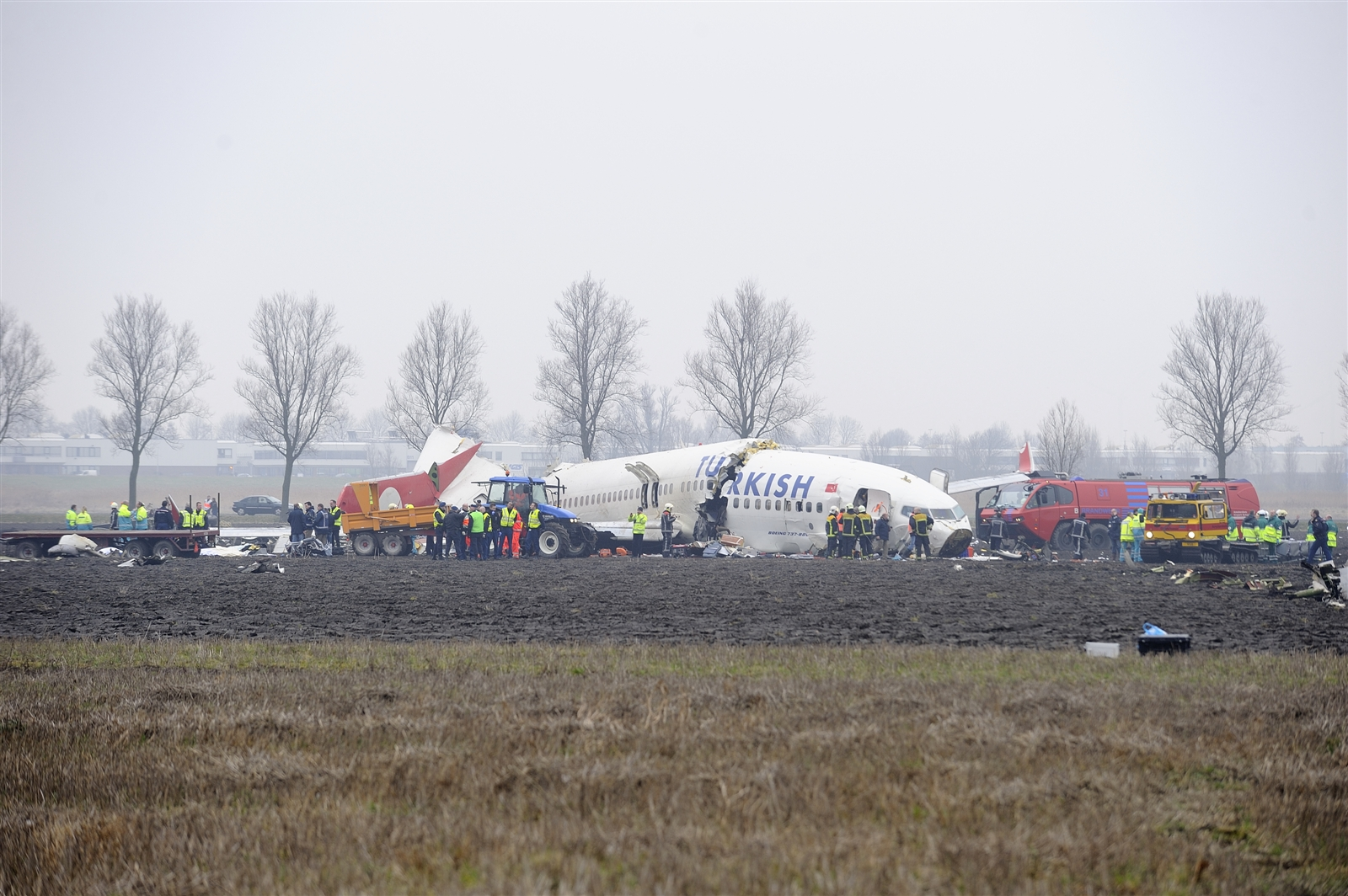
Последствия катастрофы

Диаграмма травм пассажиров рейса 1951 в зависимости от их местонахождения

Рейс TK 1951 вылетел из Стамбула в 08:23 CET. Самолётом управляли КВС Арысан и второй пилот-стажёр Сезер; второй пилот Озгюр сидел на откидном кресле и следил за действиями стажёра.
Около 10:20 лайнер начал выполнять заход на посадку в амстердамском аэропорту Схипхол на ВПП №18R/36L «Польдербаан» (нидерл. Polderbaan), но в 10:26 CET рейс TK 1951 внезапно потерял высоту, резко опустился ниже глиссады и пластом рухнул на поле в 1,5 километрах от ВПП.
При ударе лайнер разрушился на три части; хвостовая часть от удара о землю оторвалась и развернулась на 180° относительно остальных частей фюзеляжа. Оба двигателя оторвались и отлетели на 100 метров от фюзеляжа. Пожара после катастрофы не произошло.
Первоначально представители Turkish Airlines и министр транспорта Турции заявили, что на борту самолёта никто не погиб и что в этом «заслуга пилотов». Но позже голландские СМИ сообщили, что в катастрофе погибли 9 человек, впоследствии турецкая сторона это признала. Среди 9 погибших — 4 члена экипажа (все 3 пилота и бортпроводник Эскин) и 5 пассажиров.
86 человек получили травмы различной степени тяжести, в основном переломы рук и ног. 25 человек были госпитализированы в тяжелом состоянии, 11 из них в критическом состоянии.

## Расследование
Расследование причин катастрофы рейса TK 1951 проводил Совет по безопасности Нидерландов (DSB).
Анализ записей бортовых самописцев показал, что самолёт был практически исправен до момента катастрофы, авиатоплива на борту было достаточно. Рейс 1951 снижался по глиссаде с включенными автопилотом и автоматом тяги. Но на высоте 609,6 метров левый радиовысотомер выдал сбойное значение высоты (-2,13 метра), что привело к переходу автомата тяги в режим малого газа.
Пилотам нужно было отключить нештатно сработавший автомат тяги и увеличить режим работы двигателей. Сбой в показаниях радиовысотомера привел к срабатыванию звуковой сигнализации, включающейся при уборке режима двигателей в район малого газа при невыпущенных шасси, но это не привлекло внимания пилотов. Командир в это время учил второго пилота-стажёра, как выполнять контрольную карту перед посадкой. Скорость в это время упала на 74 км/ч ниже минимально допустимой скорости при выполнении захода на посадку, что привело к срабатыванию системы предупреждения приближения сваливания на высоте 149 метров.
Второй пилот-стажёр увеличил режим работы двигателей, но не отключил автомат тяги. После этого КВС взял управление самолётом на себя. Второй пилот-стажёр отпустил рычаги управления двигателями, и автомат тяги снова убрал их режим на малый газ. Только через 6 секунд двигатели были выведены на повышенный режим работы, но было уже слишком поздно, чтобы предотвратить катастрофу.
25 апреля 2010 года DSB опубликовал предварительный отчёт расследования. В нём указывалось, что сигнал «Landing configuration warning» срабатывал несколько раз в течение захода на посадку. Отказ левого радиовысотомера повторялся периодически в 9 предыдущих рейсах, в двух из них автомат тяги также переходил в режим retard (перевод двигателей на режим малого газа).
Окончательный отчёт расследования DSB был опубликован 6 мая 2010 года.

## Последствия катастрофы
- Компания «Boeing» выпустила директиву, в которой указывается на необходимость непрерывно контролировать параметры полёта при заходе на посадку[14].
- Вопреки традиции после катастрофы отказываться от номера рейса в знак уважения к погибшим на нём, рейс TK 1951 сообщением Стамбул—Амстердам в авиакомпании Turkish Airlines существует и поныне, но летает по нему Airbus A330.

## Культурные аспекты
- Катастрофа рейса 1951 Turkish Airlines показана в 10 сезоне канадского документального телесериала Расследования авиакатастроф в серии Кто управлял самолётом?, а также в серии Время не ждёт (2 серия 5 сезона спецвыпусков).
- Также она показана в американском документальном телесериале от «MSNBC» Почему разбиваются самолёты[англ.] (англ. Why Planes Crash) в серии Кто за штурвалом? (англ. Who's Flying).